# アレホ・ドゥラン
アレホ・ドゥラン（Alejo Durán、1991年5月20日 - ）は、ウルグアイのラグビーユニオン選手。

## プロフィール
- ウルグアイ出身[1]。
- ポジションはスクラムハーフ(SH)、スタンドオフ(SO)。
- 身長 170cm、体重 76kg
- ウルグアイ代表キャップは35（2025年4月現在）でワールドカップ2015のウルグアイ代表に選ばれた[2]。

## 略歴
2013年、トレボールに加入。